# Рышнов (крепость, Румыния)
Крепость Рышнов (рум. Cetatea Râșnov, нем. Rosenauer Burg, венг. Barcarozsnyó vára) — крепость в Румынии. Является одной из главных достопримечательностей страны. Расположена в городе Рышнов в Брашовском уезде, в непосредственной близости от Брашова.
Крепость была построена как часть системы защиты местных поселений, регулярно подвергшимся разорениям во время вражеских вторжений. Решающим значением для выбора места строительства укреплений стал маршрут регулярных вторжений. Племена с юга и юго-востока двигались с перевала Бран и проходили мимо Рышнова по пути на Брашов и другие поселения региона. Шансом на спасение для жителей могло стать неприступное убежище в крепости на высокой горе. За несколько десятилетий жители Рышнова и близлежащих деревень превратили укрепления в полноценное поселение для постоянного проживания.

## История
Археологические исследования доказали, что укрепления на горе существовали ещё во время Дакийского царства.
Считается, что средневековая крепость построена между 1211 и 1225 годами. В это время король Венгрии Андраш II пригласил в регион рыцарей Тевтонского ордена. Он выделил им земли в районе перевалов, через которые в Трансильванию происходили регулярные вторжения половцев. Взамен крестоносцы должны были обеспечить защиту королевских владений. В короткий срок немецкие рыцари построили несколько замков, а для заселения окрестных земель пригласили соотечественников из германских княжеств. Поселенцев стали называть трансильванские саксы. Сама территория Трансильвании из-за построенным семи крепостей получила среди немцев наименование Зибенбурген (Семиградье).

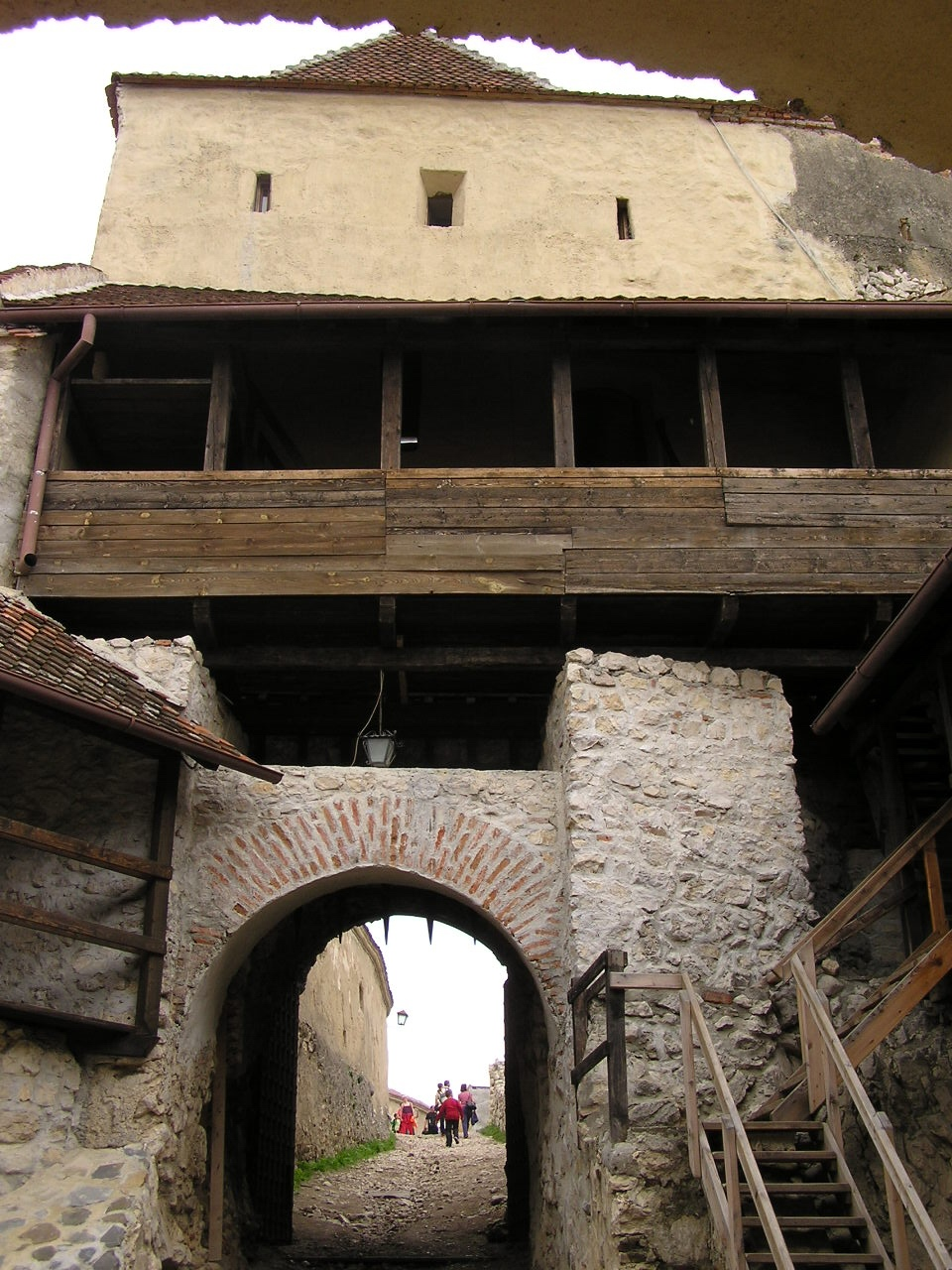
Ворота цитадели

Обеспокоенный ростом влияния тевтонских рыцарей, король Венгрии в 1225 году вынудил их покинуть Трансильванию. Орден перебазировался в Пруссию, но поселенцы (крестьяне и ремесленники) остались. Крепость в Рышнове была ими превращена в хорошо укреплённую деревню, где можно было отсиживаться продолжительное время за прочными стенами во время вражеских нападений.
В 1335 году во время вторжения монголов, которое привело к страшному разорению Трансильвании, Рышнов и Брашов были единственными укреплёнными местами, которые остались непокорёнными.
В 1421 году крепость была впервые осаждена армией Османской империи. В последующие десятилетия турецкие вторжения стали регулярными.
В 1600 году Михай Храбрый укрылся в крепости вместе со своими воинами и женой после разгромного поражения в битве при Мирэслэу.
Крепость была завоёвана врагами только один раз. Это произошло во время правления принца Габриэля Батори в 1612 году. Капитуляция защитников оказалась вызвана острой нехваткой воды после того, как осаждающие обнаружили путь к секретному источнику. Чтобы устранить эту опасность в будущем внутри крепости между 1623 и 1642 годами была вырыт колодец глубиной 146 метров.
В 1718 году крепость оказалась частично разрушена пожаром, а в 1802 году — землетрясением.
В 1821 году беженцы из Валахии (во время сражений сторонников независимости во главе с Тудором Владимиреску против турок) заняли крепость.
Поскольку город Рышнов лежал на пути как венгерских повстанцев, так и австрийских имперских войск, то между 1848—1849 годами, во время Революции в Венгрии местность вновь подверглась опасности разорения. Поэтому крепость опять стала убежищем для жителей окрестных селений. Это был последний случай, года крепость принимала беженцев и выполняла функции фортификационного сооружения.
В 1850 году крепость оказалась заброшена и постепенно превращалась в руины. Внутри оставался только сторож, который должен был звонить в колокол, если возникала опасность пожара.
После двух мировых войн и прихода в Румынии к власти коммунистического режима, крепость была объявлена важным памятником. В 1955—1956 годах начались восстановительные работы.

## Описание крепости

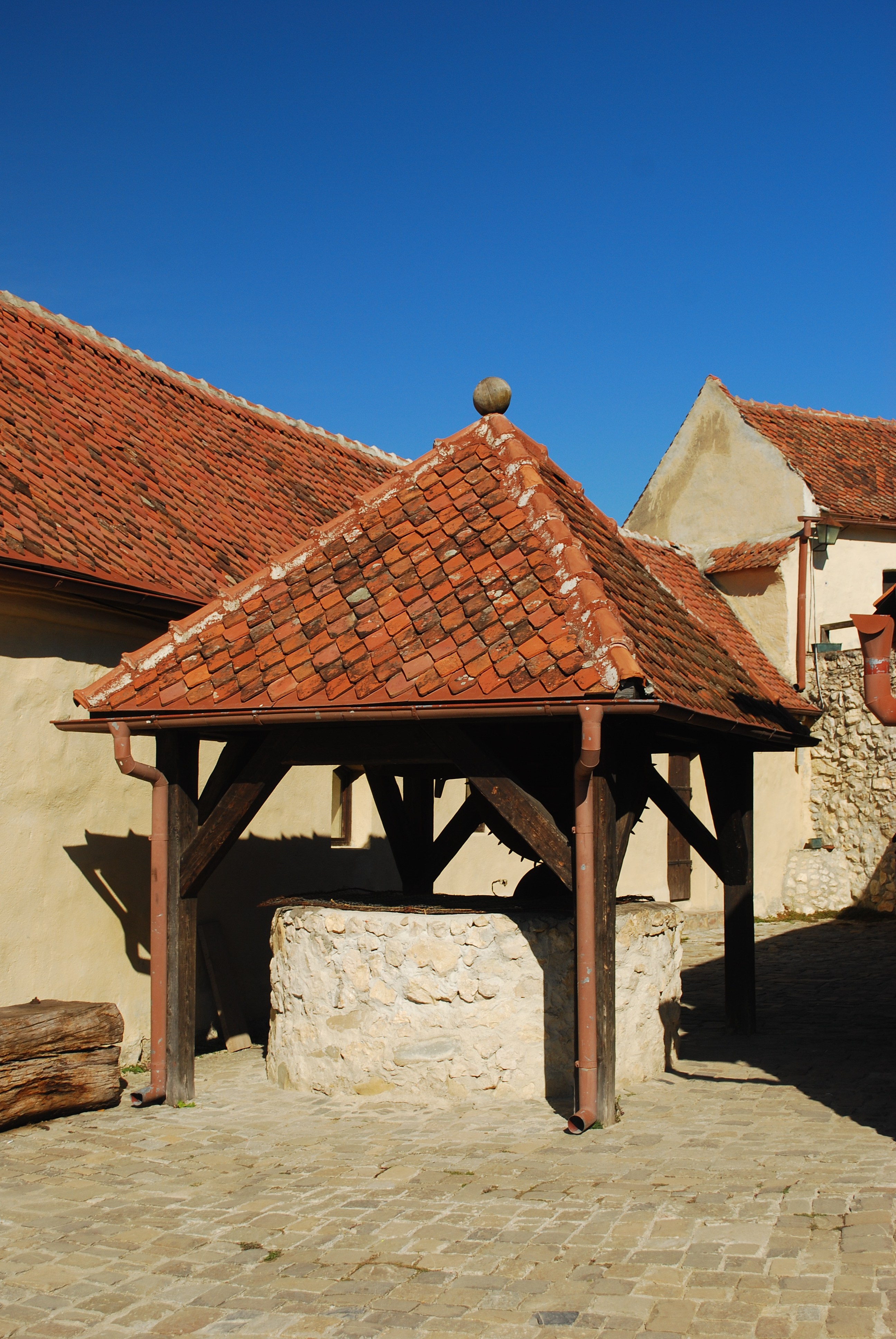
Колодец внутри крепости

С юга, запада и севера цитадель защищена отвесными скалами высотой около 150 метров. Главные укрепления построены с самой уязвимой, восточной части. Цитадель проста и функциональна. Здесь нет особых украшений и архитектурных изысков, что неудивительно — ведь крепость не принадлежала представителям знати, а веками содержалась местными жителями.
Цитадель состоит из двух дворов. Внешний двор расположен перед восточной стеной и защищён квадратной башней. Внутренний двор, как более надёжно защищённый, представляет собой жилую зону.
Внутри крепости построены жилые дома, характерные для Средних веков. Одновременно они укреплены для фортификационных целей. Стены повсеместно каменные, перекрытия изготовлены из дерева. Башни и стены покрыты черепицей для предотвращения опасности поджога осаждающими. Стены имеют высоту до 5 метров, в самой широкой части кладка достигает толщины 1,5 метра.
В прежние времена внутри крепости имелось более тридцати жилых домов, а также часовня и школа.

## Музей
В крепости расположен музей, в котором представлены разнообразные старинные артефакты и рассказывается о местной истории и ремёслах. Отдельная экспозиция посвящена крестьянской одежде и предметам быта, а также оружию.

## Галерея

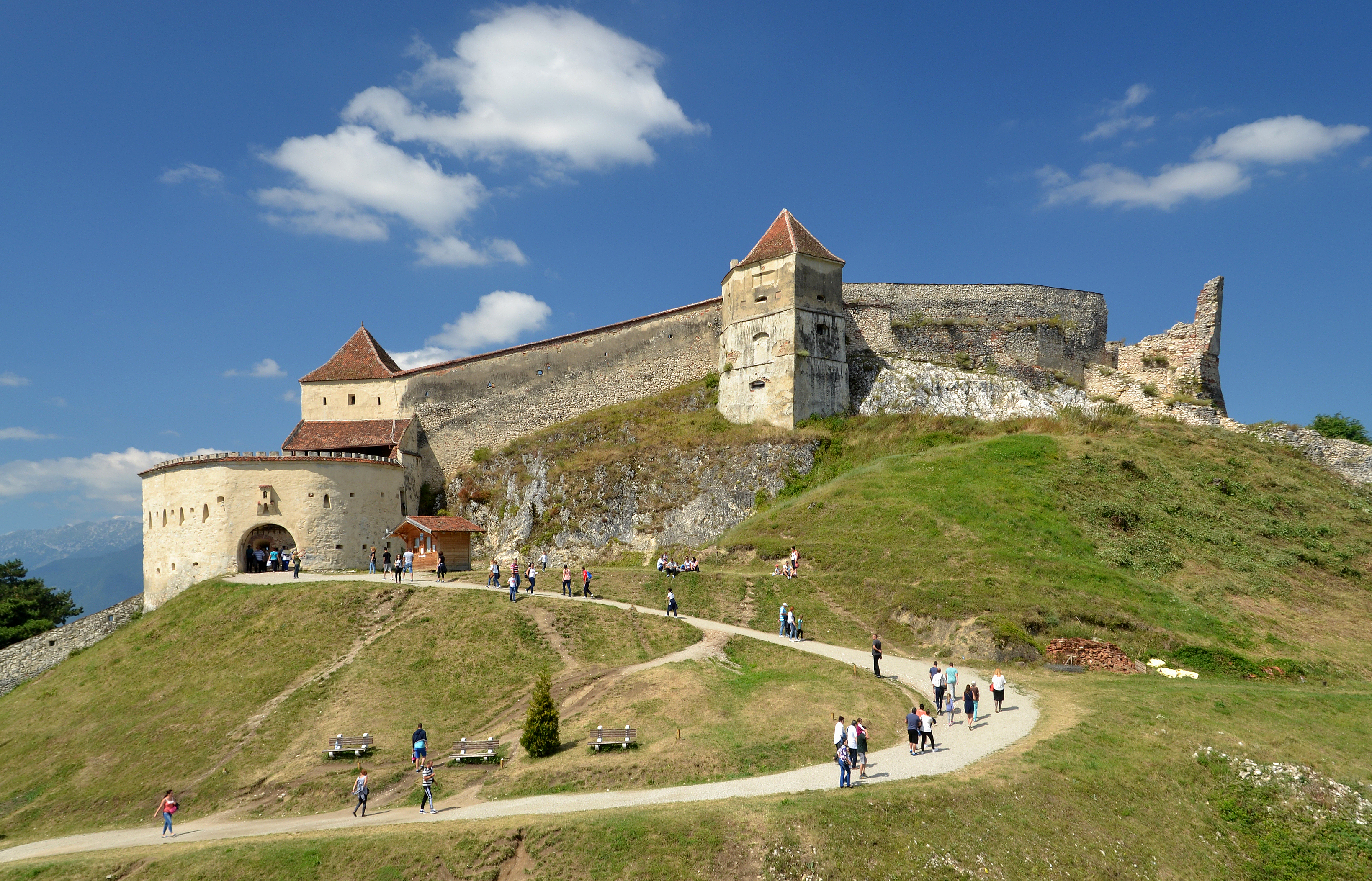
Вид главных крепостных ворот
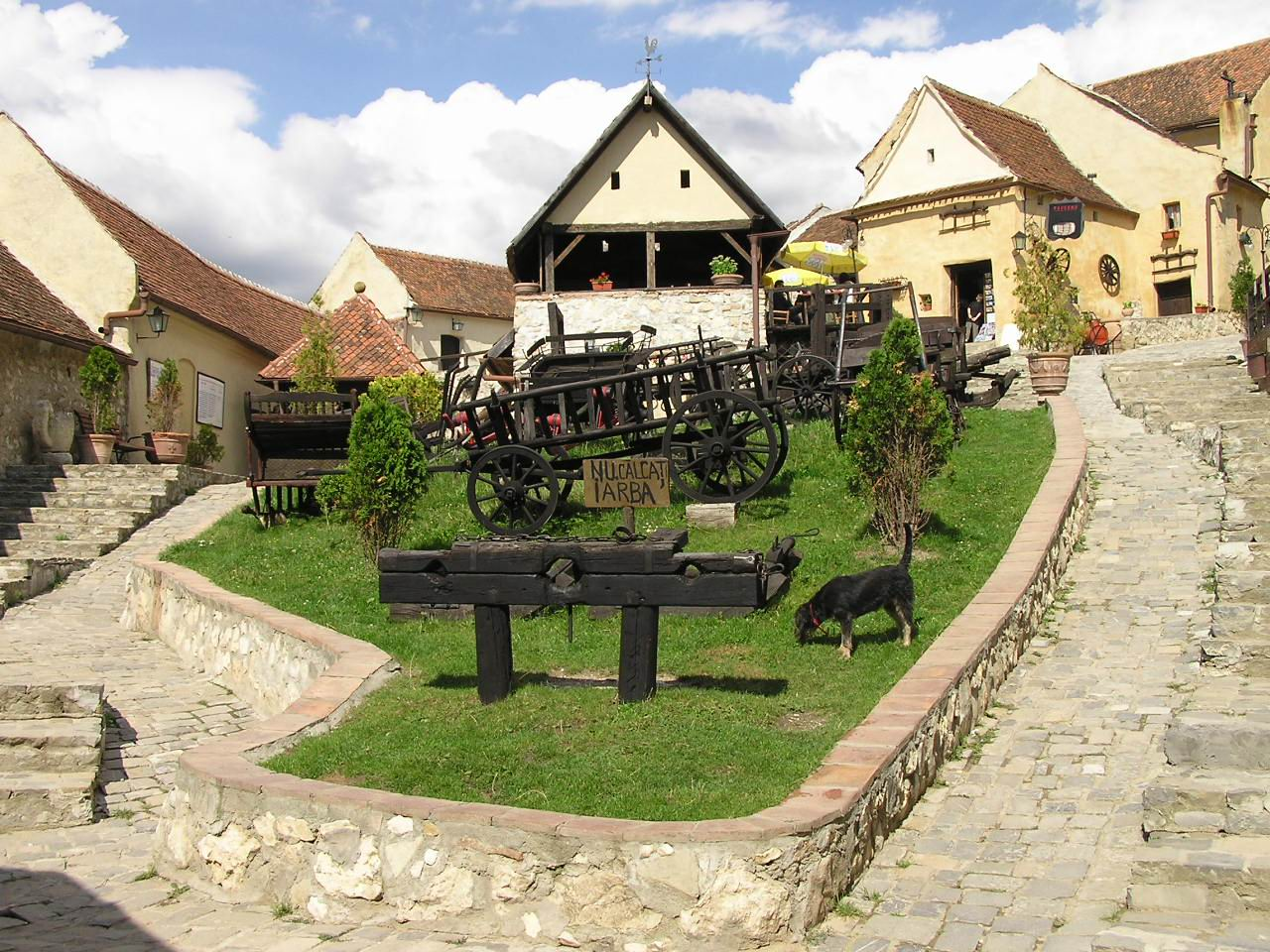
Внутри цитадели
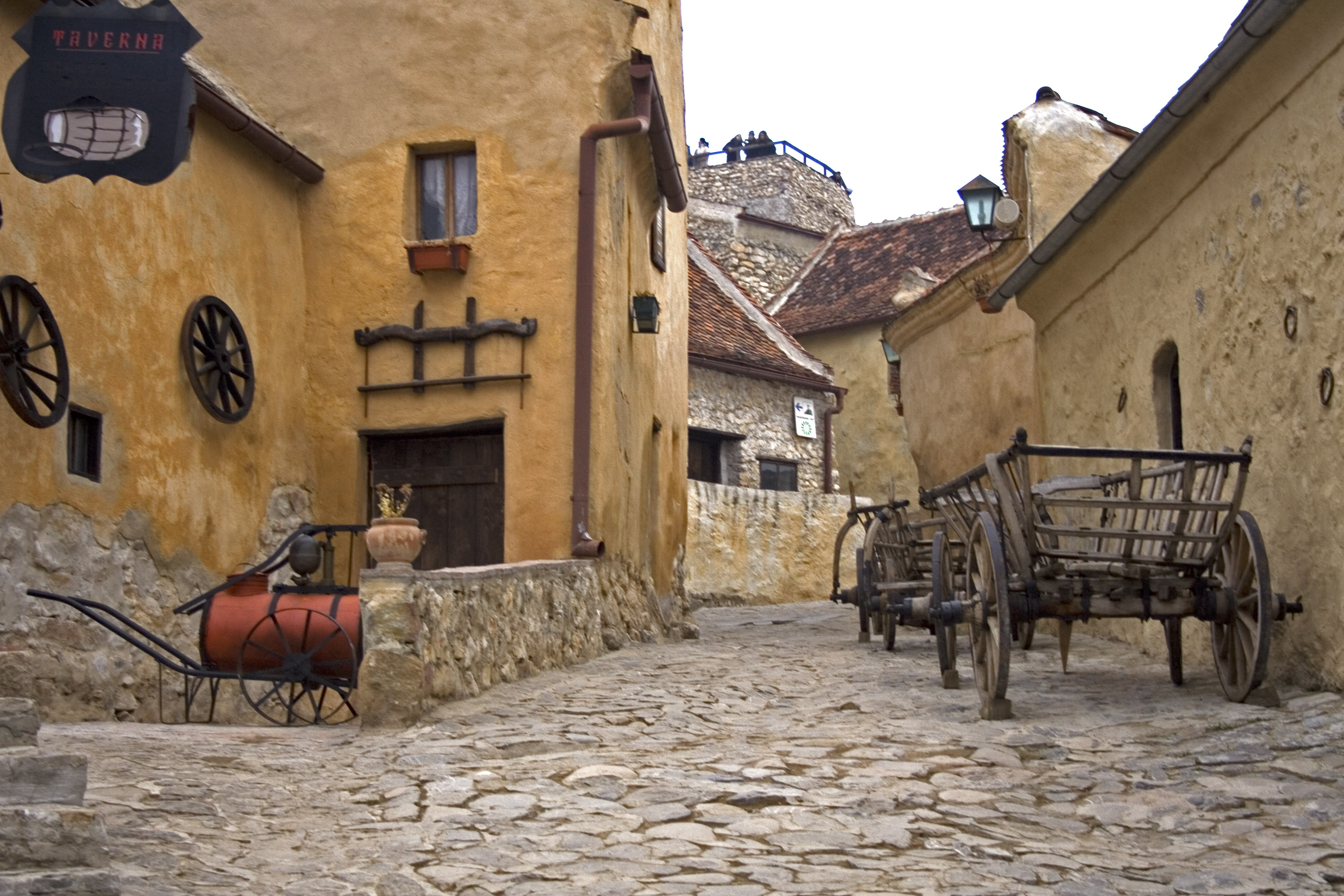
Улочка внутри крепости
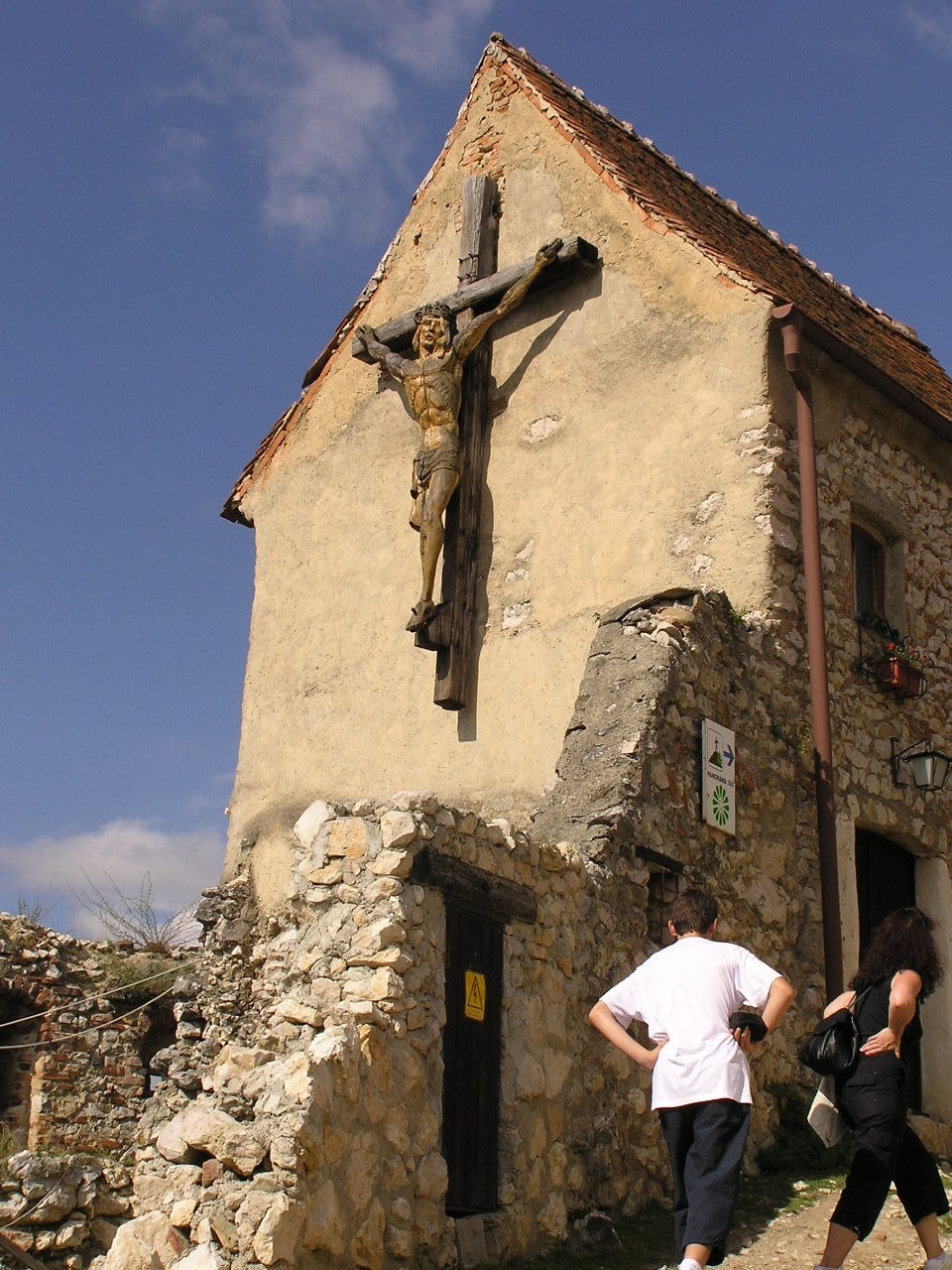
Крепостная капелла
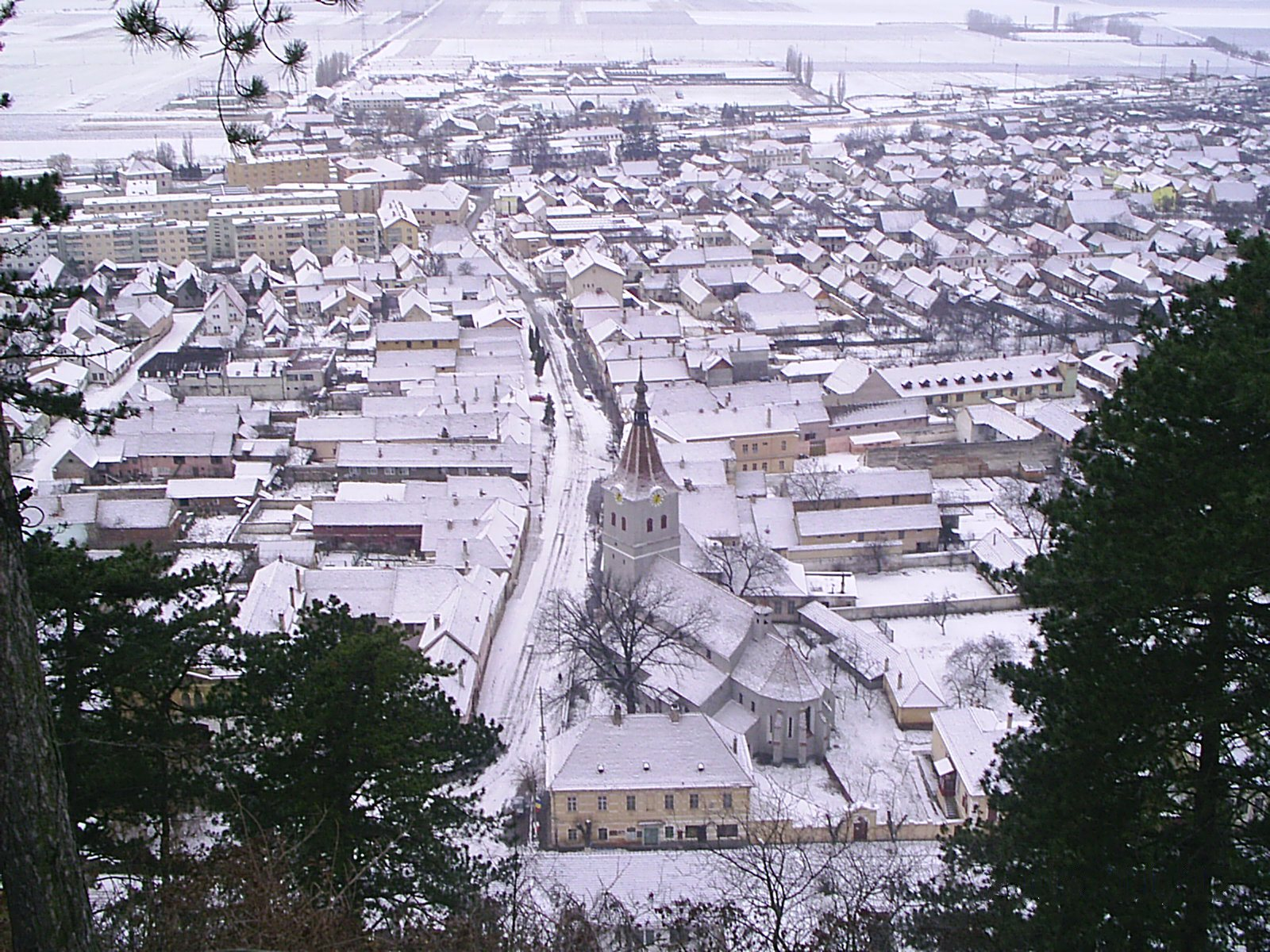
Вид из крепости на город Рышнов